# جیمز کرایتون براون
جیمز کرایتون براون (انگلیسی: James Crichton-Browne؛ ‏زادهٔ ۲۹ نوامبر ۱۸۴۰ – ۳۱ ژانویهٔ ۱۹۳۸) عصب‌پژوه و روان‌پزشک اهل بریتانیا بود. او بیشتر به دلیل مطالعاتش دربارهٔ رابطهٔ بیماری‌های اعصاب و روان با آسیب‌های مغزی و اصلاح سیاست‌ها و تدابیر بهداشت عمومی در راستای افزایش بهداشت روانی، مشهور است. جیمز کرایتون براون پسر جمجمه‌خوانِ بریتانیایی، دکتر ویلیام ای‌اف براون بود. او به عکاسی علاقه‌مند بود و کتاب خاطرات خود را نیز منتشر کرده است. جیمز کرایتون براون از اعضای انجمن سلطنتی و دانش‌آموختهٔ آکادمی دم‌فریز بود. او در سال ۱۸۷۹ میلادی کتاب عملکرد مغز و دیوانگی را منتشر کرد. این کتاب کلیدی در مبحث آسیب‌شناسی عصبی و دیوانگی در تاریخ روان‌پزشکی است.